# Мангасы
Мангасы (Мангусы; калм. маңһс) — в мифологии монгольских народов демонические антропоморфные существа, злые духи, пожиратели людей. Часто им приписывались элементы звериной природы (шерсть, рога) и многоголовость (иногда это трактуется как оборотничество). Отмечается, что у них голова размером с казан. Из особенностей мангасов выделяют чёрную кровь (у Хайсан-Толхо). Некоторые мангасы (Дёнен Аюл) способны быть лучниками и стрелять из лука.
В калмыцком эпосе Джангар мангасы утрачивают звероподобие и становятся синонимом враждебных народов. К ним применяется эпитет догшн: жестокие, яростные, суровые. Мангасы являются противниками богатырей, не уступая им в физической силе. При этом они также могут испытывать страх.
Особенностью мангасов является отнесение их к легендарному времени. Почти всех их уничтожил Гэсэр. По бурятской версии, они происходят от остатков злого восточного тенгри Ата Улана. Мангасы не связаны с нижним миром, но живут в отдаленных местах земли подобно людям. Их обителями являются юрты и дворцы. Цветовая палитра связанная с ними — это черный и желтый цвет. Сопоставляются с индийскими ракшасами.